# Gran Premio Miguel Indurain 2024
Il Gran Premio Miguel Indurain 2024, sessantasettesima edizione della corsa e valevole come quindicesima prova dell'UCI ProSeries 2024 categoria 1.Pro, si svolse il 30 marzo 2024 su un percorso di 198,1 km, con partenza e arrivo a Estella, in Spagna. La vittoria fu appannaggio dello statunitense Brandon McNulty, il quale completò il percorso in 4h55'48", alla media di 40,183 km/h, precedendo il belga Maxim Van Gils e il britannico Oscar Onley.
Sul traguardo di Estella 105 ciclisti, dei 150 partiti dalla medesima località, portarono a termine la competizione.

## Squadre e corridori partecipanti
| N.      | Cod. | Squadra                         |
| ------- | ---- | ------------------------------- |
| 1-6     | COF  | Cofidis                         |
| 11-17   | ARK  | Arkéa-B&B Hotels                |
| 21-27   | AST  | Astana Qazaqstan Team           |
| 31-37   | BOH  | Bora-Hansgrohe                  |
| 41-47   | DAT  | Decathlon AG2R La Mondiale Team |
| 51-57   | EFE  | EF Education-EasyPost           |
| 61-67   | LTK  | Lidl-Trek                       |
| 71-77   | MOV  | Movistar Team                   |
| 81-87   | DFP  | Team DSM-Firmenich PostNL       |
| 91-97   | JAY  | Team Jayco AlUla                |
| 101-106 | UAD  | UAE Team Emirates               |

| N.      | Cod. | Squadra                      |
| ------- | ---- | ---------------------------- |
| 111-117 | BBH  | Burgos-BH                    |
| 121-127 | CJR  | Caja Rural-Seguros RGA       |
| 131-137 | EKP  | Equipo Kern Pharma           |
| 141-147 | EUS  | Euskaltel-Euskadi            |
| 151-157 | IPT  | Israel-Premier Tech          |
| 161-167 | LTD  | Lotto Dstny                  |
| 171-177 | Q36  | Q36.5 Pro Cycling Team       |
| 181-186 | PTK  | Team Polti Kometa            |
| 191-197 | TEN  | TotalEnergies                |
| 201-207 | IBA  | Illes Balears Arabay Cycling |
| 211-217 | SAT  | Sabgal-Anicolor              |

## Ordine d'arrivo (Top 10)
| Pos. | Corridore           | Squadra       | Tempo    |
| ---- | ------------------- | ------------- | -------- |
| 1    | Brandon McNulty     | UAE           | 4h55'48" |
| 2    | Maxim Van Gils      | Lotto         | s.t.     |
| 3    | Oscar Onley         | DSM           | a 2"     |
| 4    | Ion Izagirre        | Cofidis       | a 6"     |
| 5    | Archie Ryan         | EF            | a 8"     |
| 6    | Samuele Battistella | Astana        | a 16"    |
| 7    | C. Champoussin      | Arkéa         | s.t.     |
| 8    | Steff Cras          | TotalEnergies | s.t.     |
| 9    | M. Schachmann       | Bora          | s.t.     |
| 10   | Fernando Barceló    | Caja Rural    | s.t.     |